# كريس نيكول
كريس نيكول (بالإنجليزية: Chris Nicholl)‏ مواليد 12 أكتوبر 1946 في إنجلترا، هو لاعب كرة قدم إنجليزي دولي سابق كان يلعب في مركز الدفاع. سبق له أن لعب في كأس العالم لكرة القدم مع منتخب بلاده.

## المسيرة الاحترافية

### أندية لعب لها
- نادي بيرنلي
- نادي ويتون ألبيون
- نادي هاليفاكس تاون
- نادي لوتون تاون
- أستون فيلا
- نادي ساوثهامبتون
- غريمسبي تاون

## روابط خارجية
- كريس نيكول على موقع الاتحاد الدولي (مؤرشف)  (الإنجليزية)
- كريس نيكول على موقع الاتحاد الأوربي (الإنجليزية)
- كريس نيكول على موقع قاعدة بيانات كرة القدم.إي يو (الإنجليزية)
- كريس نيكول على موقع ناشيونال فوتبول تيمز (الإنجليزية)
- كريس نيكول على موقع Soccerbase.com (مدرب) (الإنجليزية)
- كريس نيكول على موقع عالم كرة القدم.نت (الإنجليزية)